# 唄っこいいもの
『唄っこいいもの』（うたっこいいもの）は、青森放送ラジオで放送されている民謡専門の音楽番組である。放送時間は毎週土曜 5:00 - 5:30 （日本標準時）。

## パーソナリティ

### 現在
- 瀬川さとし（タレント、2016年4月2日 - ）
- 伊東幸子（青森放送アナウンサー、2016年4月2日 - ）

### 過去
- 秋山博子（青森放送アナウンサー、 - 2016年3月26日）[1]
- 舘松榮喜（青森県南部民謡の歌手、 - 2016年3月26日）[1]

## ディレクター
- 是川茉耶

## 過去のディレクター
- 青山良平

## コーナー
博子と榮喜の、生で唄っていいもの
舘松が民謡を生歌唱していたコーナー。